# Dilobocondyla selebensis
Dilobocondyla selebensis är en myrart som först beskrevs av Carlo Emery 1899.  Dilobocondyla selebensis ingår i släktet Dilobocondyla och familjen myror.

## Underarter
Arten delas in i följande underarter:
- D. s. selebensis
- D. s. simalurana